# 보리스 지브코비치
보리스 지브코비치(크로아티아어: Boris Živković, 1975년 11월 15일, 유고슬라비아 지비니스 ~ )는 크로아티아의 은퇴한 축구 선수이자, 포지션은 왼쪽 풀백이었다. 그는 지난 UEFA 유로 2004에서 크로아티아 대표팀의 주장으로 출전했었다.